# Kanton Saint-Amans-Soult
Kanton Saint-Amans-Soult is een voormalig kanton van het Franse departement Tarn. Kanton Saint-Amans-Soult maakte deel uit van het arrondissement Castres en telde 6803 inwoners in 1999. Het werd opgeheven bij decreet van 17 februari 2014 met uitwerking op 22 maart 2015. Alle gemeenten werden opgenomen in het nieuwe kanton Mazamet-2 Vallée du Thoré.

## Gemeenten
Het kanton Saint-Amans-Soult omvatte de volgende gemeenten:
- Albine
- Bout-du-Pont-de-Larn
- Labastide-Rouairoux
- Lacabarède
- Rouairoux
- Saint-Amans-Soult (hoofdplaats)
- Saint-Amans-Valtoret
- Sauveterre